# Nautschene-Nunatak
Der Nautschene-Nunatak (englisch; bulgarisch нунатак Научене nunatak Nautschene) ist ein vereister, in nordwest-südöstlicher Ausrichtung 1,2 km langer, 0,6 km breiter und 800 m hoher Nunatak an der Graham-Küste des Grahamlands im Norden der Antarktischen Halbinsel. In den westlichen Ausläufern des Bruce-Plateaus ragt er 3,5 km südsüdwestlich des Dodunekov Peak und 2,6 km nordöstlich des Ezerets Knoll auf.
Britische Wissenschaftler kartierten ihn 1976. Die bulgarische Kommission für Antarktische Geographische Namen benannte ihn 2015 nach der Ortschaft Nautschene im Südosten Bulgariens.